# (1790) Volkov
(1790) Volkov ist ein Asteroid des Hauptgürtels, der am 9. März 1967 von der russischen Astronomin L. I. Tschernych am Krim-Observatorium in Nautschnyj entdeckt wurde.
Der Asteroid ist nach dem russischen Kosmonauten Wladislaw Nikolajewitsch Wolkow benannt.